# جعبه‌ماهی بینی‌کوتاه
جعبه‌ماهی بینی‌کوتاه (نام علمی: Ostracion nasus) نام یک گونه از سرده صندوق‌ماهی‌ها است.